# Miasto Benkovac
Miasto Benkovac (chorw. Grad Benkovac) – jednostka administracyjna w Chorwacji, w żupanii zadarskiej. W 2011 roku liczyła 11 026 mieszkańców.